# Niech no tylko zakwitną jabłonie (widowisko muzyczne)
Niech no tylko zakwitną jabłonie – widowisko muzyczne z 1964 r. w reżyserii Jana Biczyckiego, wg scenariusza Agnieszki Osieckiej, która dokonała kompilacji piosenek, tańca, wplotła w tekst wodewilu autentyczne ogłoszenia, teksty reklamowe, ballady podwórzowe, powinszowania kominiarskie, wiadomości prasowe, pamiętniki chłopskie, powieść w odcinkach, instruktaże ZSMP-owskie, listy do Fali 49, a nawet prywatną korespondencję.
Widowisko nie posiada fabuły. Poszczególne sceny łączy chronologia historyczna. Jest to wodewilowy zapis historii Polski na przestrzeni 40 lat XX w. (od lat 30. do 60.).
Całość zebrana jest w dwa akty:
- Akt 1: Przed wojną
- Akt 2: Po wojnie

Wiele melodii z wodewilu stało się w latach 60/70. w Polsce przebojami. Spektakl był wystawiany w całym kraju na deskach niemal wszystkich scen teatralnych i muzycznych.
W wodewilu wykorzystano teksty następujących autorów: K. Brzeski, K. Chrzanowski, Eman, Hilly, Andrzej Włast, Szer-Szeń, Stanisław Przesmycki. H. Domański, O-Jelly, Adolf Kitschman, W. Jastrzębiec, J. Sławosz, Janusz Minkiewicz, Jerzy Jurandot, Leopold Lewin, Bronisław Brok, Wiech, Leon Pasternak, Agnieszka Osiecka, Tytus Czyżewski, Józef Beck, Leon Kruczkowski, Tadeusz Urgacz, Antoni Słonimski, Robert Stiller, Jan Brzechwa i in.

## Ważniejsze realizacje:[4]
- 1965 – Teatr im. Wojciecha Bogusławskiego w Kaliszu – reż. Irma Czaykowska, Barbara Fijewska, scenogr. Teresa Targońska, kier. muz. Roman Gorzelniak.
- 1990 – Teatr Polski ZASP (Sala Teatralna POSK-u przy King Street) w Londynie – reż. i choreogr. Barbara Fijewska, oprac. muz. Zbigniew Rymarz
- 1999 – Teatr Telewizji, reż. Wojciech Kościelak, muz. Andrzej Mundkowski, choreografia: Jarosław Staniek.

29 marca 2014 r. wodewil zaczął wystawiać Teatr Ateneum w Warszawie w reż. i scen. Wojciecha Kościelniaka (oprac. muz. Dawid Rudnicki, choreogr.: Jarosław Staniek, kostiumy Anna Englert). Obsada na r. 2017: Krzysztof Tyniec, Wojciech Michalak, Wojciech Brzeziński, Joanna Kulig, Olga Sarzyńska, Emilia Komarnicka, Julia Konarska, Wojciech Borkowski.

## Źródła
- Agnieszka Osiecka, Niech no tylko zakwitną jabłonie [program teatralny]. Teatr Dolnośląski. Jelenie Góra, 1967 - tam też omówienie Lucjana Kydryńskiego.
- Niech no tylko zakwitną jabłonie. Spotkanie z Agnieszką [film], scen. i realizacja Zofia Turowska, reż. Wojciech Kościelniak. Warszawa. TVP, 2008 (DVD-ROM) (seria: Kocham Teatr ; 12).
- Lucjan Kydryński, Przewodnik operetkowy, wyd. 3, Warszawa. PWM 1986.